# Liste der Biografien/Hig
Liste der Biografien |
Portal Biografien |
Personensuche
# |
A |
B |
C |
D |
E |
F |
G |
H |
I |
J |
K |
L |
M |
N |
O |
P |
Q |
R |
S |
T |
U |
V |
W |
X |
Y |
Z |
?
 
Ha |
Hd |
He |
Hi |
Hj |
Hk |
Hl |
Hm |
Hn |
Ho |
Hr |
Hs |
Ht |
Hu |
Hv |
Hw |
Hy
 
Hia |
Hib |
Hic |
Hid |
Hie |
Hif |
Hig |
Hih |
Hii |
Hij |
Hik |
Hil |
Him |
Hin |
Hio |
Hip |
Hir |
His |
Hit |
Hiv |
Hiw |
Hix |
Hiy |
Hiz
Die Liste der Biografien führt alle Personen auf, die in der deutschsprachigen Wikipedia einen Artikel haben. Dieses ist eine Teilliste mit 257 Einträgen von Personen, deren Namen mit den Buchstaben „Hig“ beginnt.

## Hig

### Higa
- Higa, Daigo (* 1995), japanischer Boxer
- Higa, Kōhei (* 1990), japanischer Fußballspieler
- Higa, Moe (* 2007), japanische Synchronschwimmerin und Olympiateilnehmerin
- Higa, Primo (* 1973), salomonischer Mittelstreckenläufer
- Higa, Rikarudo (* 1973), japanischer Fußballspieler
- Higa, Ryōto (* 1990), japanischer Fußballspieler
- Higa, Teruo (* 1941), japanischer Gartenbauwissenschaftler, Professor für Gartenbau, Entdecker der Effektiven Mikroorganismen (EM)
- Higa, Yūsuke (* 1989), japanischer Fußballspieler
- Higaonna, Kanryō (1853–1916), japanischer Karateka und Begründer des Karatestiles Shōrei-ryū
- Higareda, José María (* 1968), mexikanischer Fußballspieler
- Higareda, Martha (* 1983), mexikanische Schauspielerin und ProduzentinMartha Higareda (* 1983)

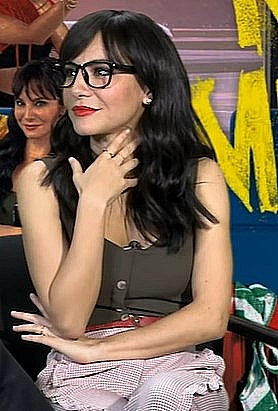
Martha Higareda (* 1983)

- Higashi, Akira (* 1972), japanischer Skispringer
- Higashi, John (* 2002), japanischer Fußballspieler
- Higashi, Jun’ya (* 1997), japanischer Fußballspieler
- Higashi, Kazuhiro (* 1968), japanischer Skispringer
- Higashi, Keigo (* 1990), japanischer Fußballspieler
- Higashi, Kōichi (* 1978), japanischer Fußballspieler
- Higashi, Renta (* 2004), japanischer Fußballspieler
- Higashi, Shunki (* 2000), japanischer Fußballspieler
- Higashi, Yōichi (* 1934), japanischer Filmregisseur und Drehbuchautor
- Higashi, Yōko (* 1974), japanische Illustratorin, Amateur-Singerin, Songwriterin und Dichterin
- Higashida, Akihiro (* 1995), japanischer Sprinter
- Higashide, Sōta (* 1998), japanischer Fußballspieler
- Higashiguchi, Masaaki (* 1986), japanischer Fußballtorhüter
- Higashikawa, Yoshinori (* 1964), japanischer Fußballspieler
- Higashikokubaru, Hideo (* 1957), japanischer Politiker und Fernsehentertainer
- Higashikuni, Naruhiko (1887–1990), japanischer Politiker und PremierministerHigashikuni Naruhiko (1887–1990)

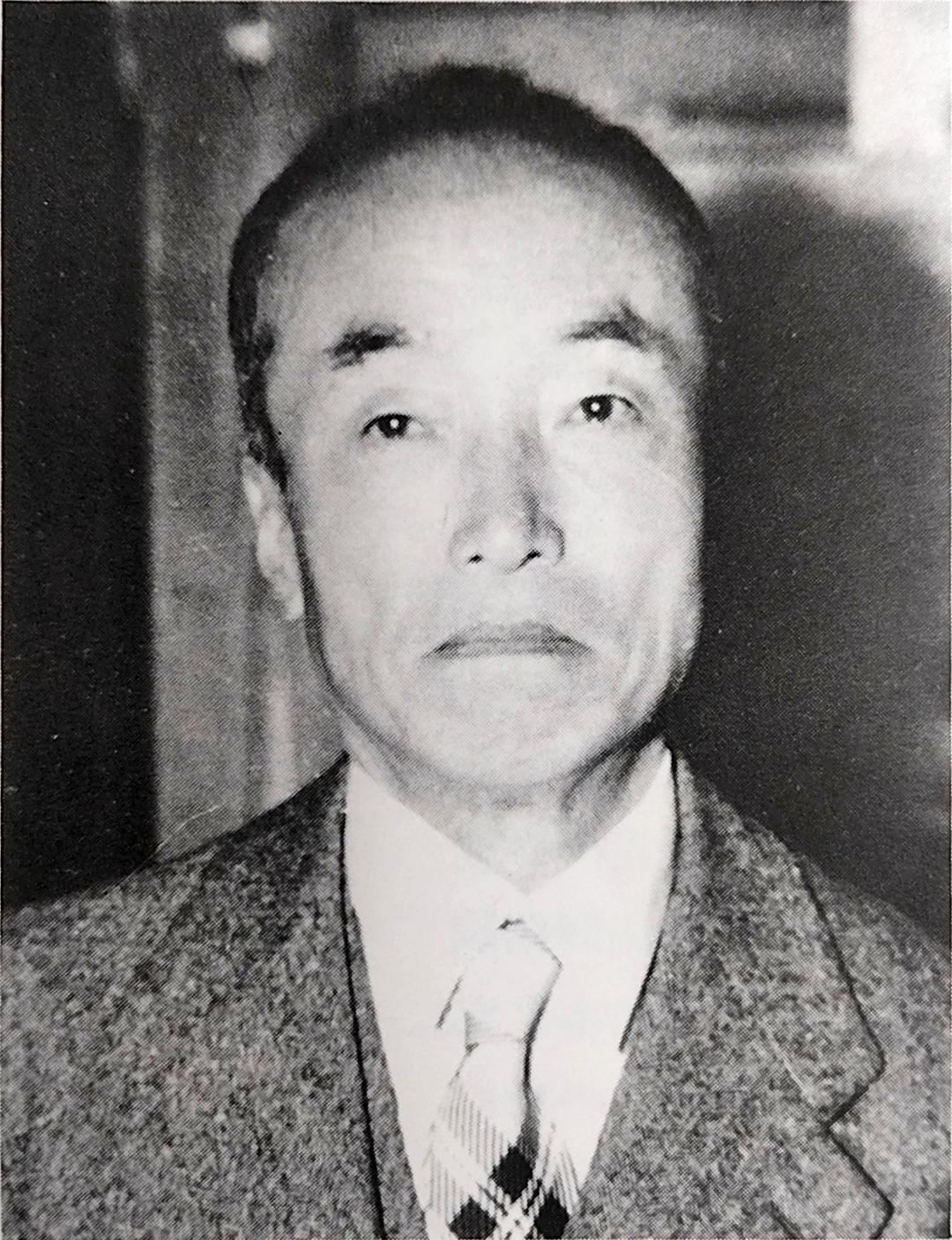
Higashikuni Naruhiko (1887–1990)

- Higashino, Arisa (* 1996), japanische Badmintonspielerin
- Higashino, Keigo (* 1958), japanischer Kriminalschriftsteller
- Higashino, Kōtarō (* 1998), japanischer Fußballspieler
- Higashiyama (1675–1710), 113. Tennō von Japan in der Edo-Periode
- Higashiyama Kaii (1908–1999), japanischer Landschaftsmaler
- Higashiyama, Chieko (1890–1980), japanische Schauspielerin
- Higashiyama, Tatsuki (* 1999), japanischer Fußballspieler
- Higatsberger, Michael J. (1924–2004), österreichischer Physiker
- Higatzberger, Stefan (* 1965), österreichischer Handballspieler und Handballfunktionär
- Higazi, Riem (* 1970), österreichische HörfunkmoderatorinRiem Higazi (* 1970)

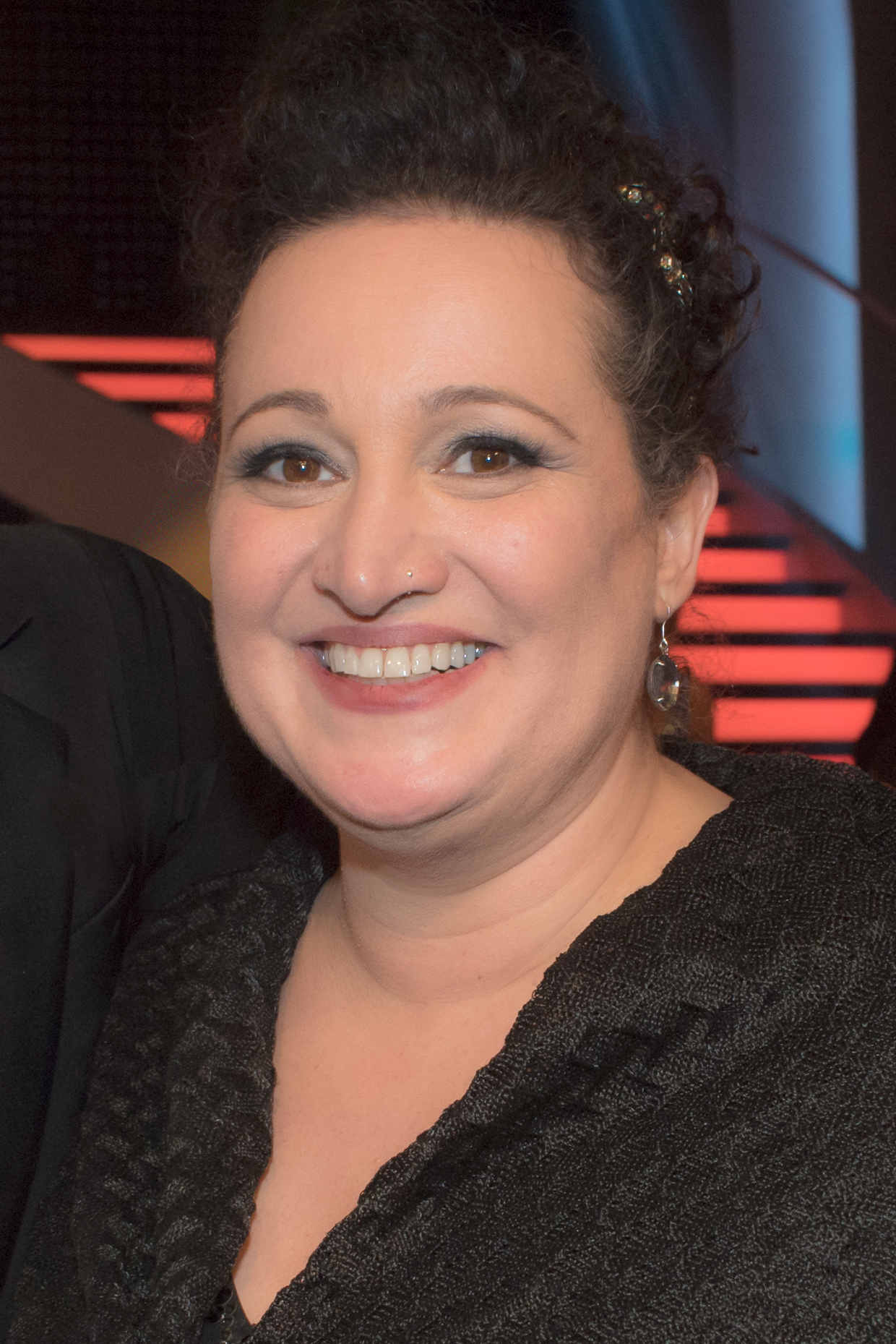
Riem Higazi (* 1970)

### Higb
- Higbald von Lindisfarne († 803), Bischof von Lindisfarne
- Higbee, Lenah (1874–1941), Chief Nurse des US Navy Nurse Corps
- Higbee, Tyler (* 1993), US-amerikanischer American-Football-Spieler
- Higbert († 803), englischer Erzbischof (von Lichfield)
- Higby, William (1813–1887), US-amerikanischer Politiker
- Higby, William Eugene (1884–1967), US-amerikanischer Politiker

### Higd
- Higden, Ranulf († 1364), englischer Chronist und Benediktinermönch
- Higdon, Jennifer (* 1962), US-amerikanische Komponistin
- Higdon, Michael (* 1983), englischer Fußballspieler

### Hige
- Higelin, Izïa (* 1990), französische Schauspielerin und RocksängerinIzïa Higelin (* 1990)

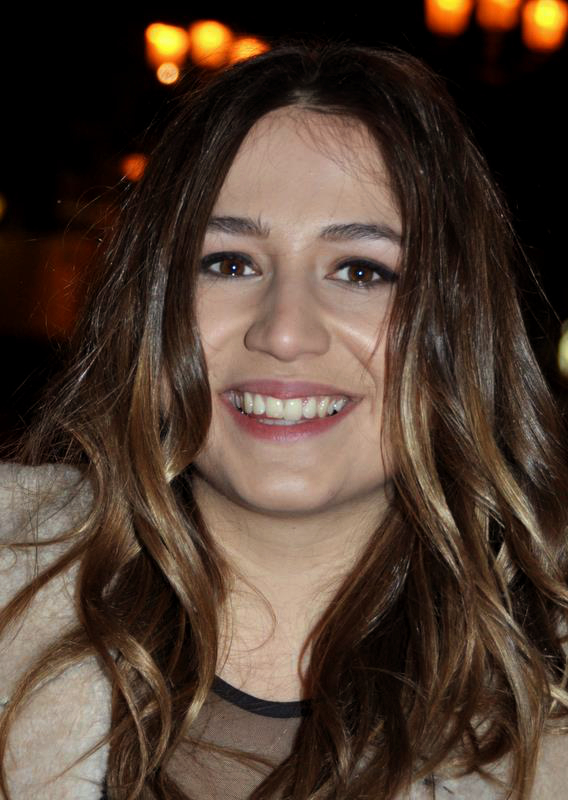
Izïa Higelin (* 1990)

- Higelin, Jacques (1940–2018), französischer Songwriter, Sänger und Schauspieler
- Higelke, Kurt (1900–1959), deutscher Lehrerfunktionär und nationalsozialistischer Schulpolitiker im Generalgouvernement
- Higer, Christian (* 1966), österreichischer Schauspieler

### Higg
- Higgason, Joshua, US-amerikanischer Videodesigner
- Higgerson, Shaun (* 1984), australischer Radrennfahrer
- Higgie, Jennifer (* 1962), australische Autorin, Verfasserin von Bühnenstücken und Kunstkritikerin
- Higgin, Howard (1891–1938), US-amerikanischer Filmregisseur und Drehbuchautor
- Higginbotham, Adam (* 1968), britischer Journalist und Autor
- Higginbotham, Danny (* 1978), englischer Fußballspieler
- Higginbotham, Irene (1918–1988), US-amerikanische Musikerin und Songwriterin
- Higginbotham, J. C. (1906–1973), amerikanischer Jazz-Posaunist
- Higginbotham, Joan (* 1964), US-amerikanische Astronautin
- Higginbottom, Chris (* 1977), britischer Jazzmusiker (Schlagzeug)
- Higgins Clark, Carol (1956–2023), US-amerikanische Krimischriftstellerin
- Higgins, Aidan (1927–2015), irischer Schriftsteller
- Higgins, Alex (* 1949), nordirischer SnookerspielerAlex Higgins (* 1949)

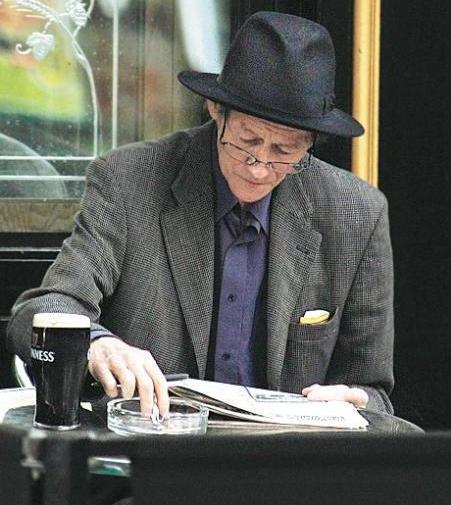
Alex Higgins (* 1949)

- Higgins, Alice-Mary (* 1975), irische parteilose Politikerin und Senatorin
- Higgins, Andrew Jackson (1886–1952), US-amerikanischer Bootskonstrukteur und Unternehmer
- Higgins, Anthony (* 1947), britischer Schauspieler
- Higgins, Anthony C. (1840–1912), US-amerikanischer Politiker der Republikanischen Partei
- Higgins, Ben (* 2000), britischer Sprinter
- Higgins, Bertha (1889–1966), antiguanische Politikerin und Künstlerin
- Higgins, Bertie (* 1944), US-amerikanischer Musiker
- Higgins, Billy (1936–2001), US-amerikanischer Jazz-Schlagzeuger
- Higgins, Brian (* 1959), US-amerikanischer Politiker (Demokratische Partei)
- Higgins, Bryan (* 1741), irischer Chemiker
- Higgins, Cari (* 1976), US-amerikanische Radrennfahrerin
- Higgins, Christopher (* 1983), US-amerikanischer Eishockeyspieler
- Higgins, Chuck (1924–1999), amerikanischer Saxophonist
- Higgins, Clare (* 1955), britische Film- und TheaterschauspielerinClare Higgins (* 1955)

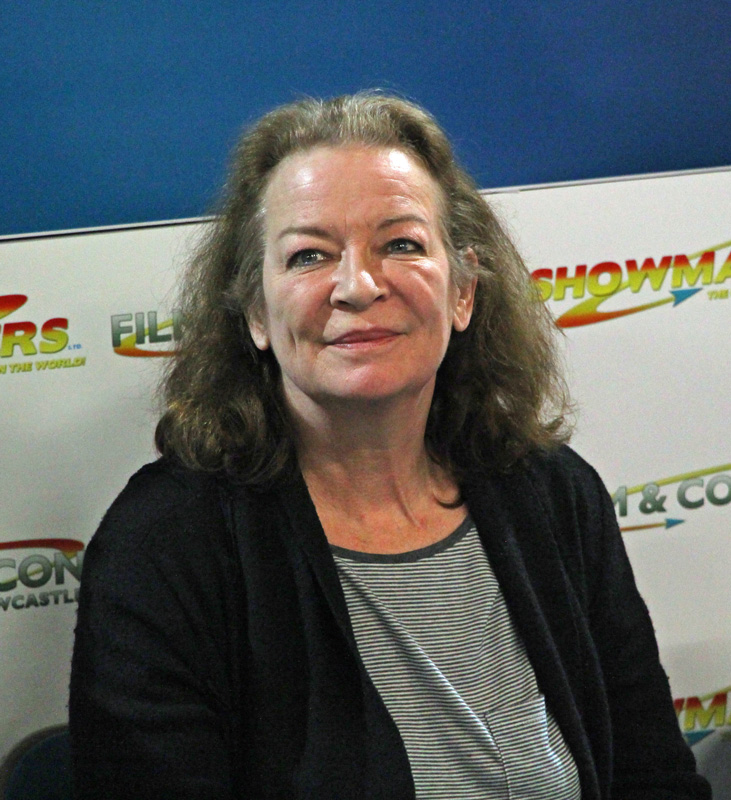
Clare Higgins (* 1955)

- Higgins, Clay (* 1961), US-amerikanischer Politiker der Republikanischen Partei
- Higgins, Colin (1941–1988), australischer Schriftsteller, Filmregisseur und Drehbuchautor
- Higgins, Cory (* 1989), US-amerikanischer Basketballspieler
- Higgins, Daniel (* 1998), schottischer Fußballspieler
- Higgins, David (* 1972), britischer Rallyerennfahrer
- Higgins, David Anthony (* 1961), US-amerikanischer Schauspieler und Drehbuchautor
- Higgins, Dick (1938–1998), britisch-kanadischer Komponist, Dichter und früher Fluxus-Künstler
- Higgins, Don (1934–2004), neuseeländischer Badmintonspieler
- Higgins, Eddie (1932–2009), US-amerikanischer Jazzpianist des Modern Jazz
- Higgins, Edward (1930–2006), US-amerikanischer Bildhauer
- Higgins, Edward J. (1864–1947), britischer General der Heilsarmee
- Higgins, Edwin, US-amerikanischer Politiker
- Higgins, Edwin W. (1874–1954), US-amerikanischer Politiker
- Higgins, Eliot (* 1979), britischer Blogger und InternetjournalistEliot Higgins (* 1979)

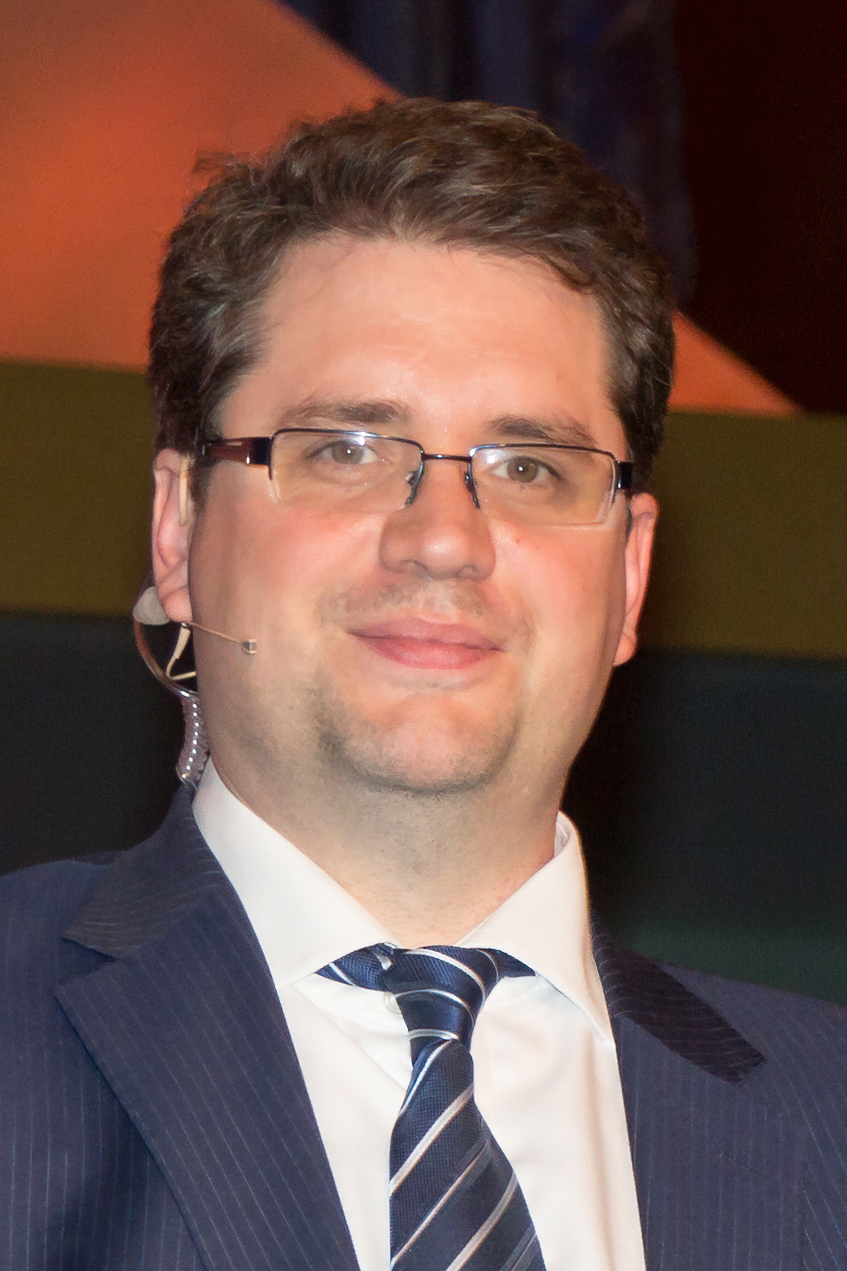
Eliot Higgins (* 1979)

- Higgins, Emer (* 1986), irische Politikerin (Fine Gael)
- Higgins, Ernest (1908–1996), britischer Radrennfahrer
- Higgins, F. E. (* 1950), irische Kinderbuchautorin
- Higgins, Frank G. (1863–1905), US-amerikanischer Politiker
- Higgins, Frank W. (1856–1907), US-amerikanischer Politiker
- Higgins, George V. (1939–1999), US-amerikanischer Schriftsteller, Anwalt und Hochschullehrer
- Higgins, Gerald J. (1909–1996), US-amerikanischer Offizier, Generalmajor der US-Army
- Higgins, Godfrey (1772–1833), britischer Schriftsteller westlicher esoterischer Tradition
- Higgins, Hannah (* 1964), US-amerikanische Kunsthistorikerin
- Higgins, Henry (1944–1978), kolumbianisch-englischer Stierkämpfer
- Higgins, Ina (1860–1948), australische Gärtnerin, Landschaftsarchitektin und Feministin
- Higgins, Jack (1929–2022), britischer Schriftsteller
- Higgins, James H. (1876–1927), US-amerikanischer Politiker
- Higgins, Jessica (* 1976), deutsch-britische Schauspielerin
- Higgins, Jim (* 1945), irischer Politiker und MdEP für Irland
- Higgins, Joe (* 1949), irischer Politiker (Socialist Party), MdEP
- Higgins, John (1916–2004), US-amerikanischer Schwimmer
- Higgins, John (* 1975), schottischer SnookerspielerJohn Higgins (* 1975)

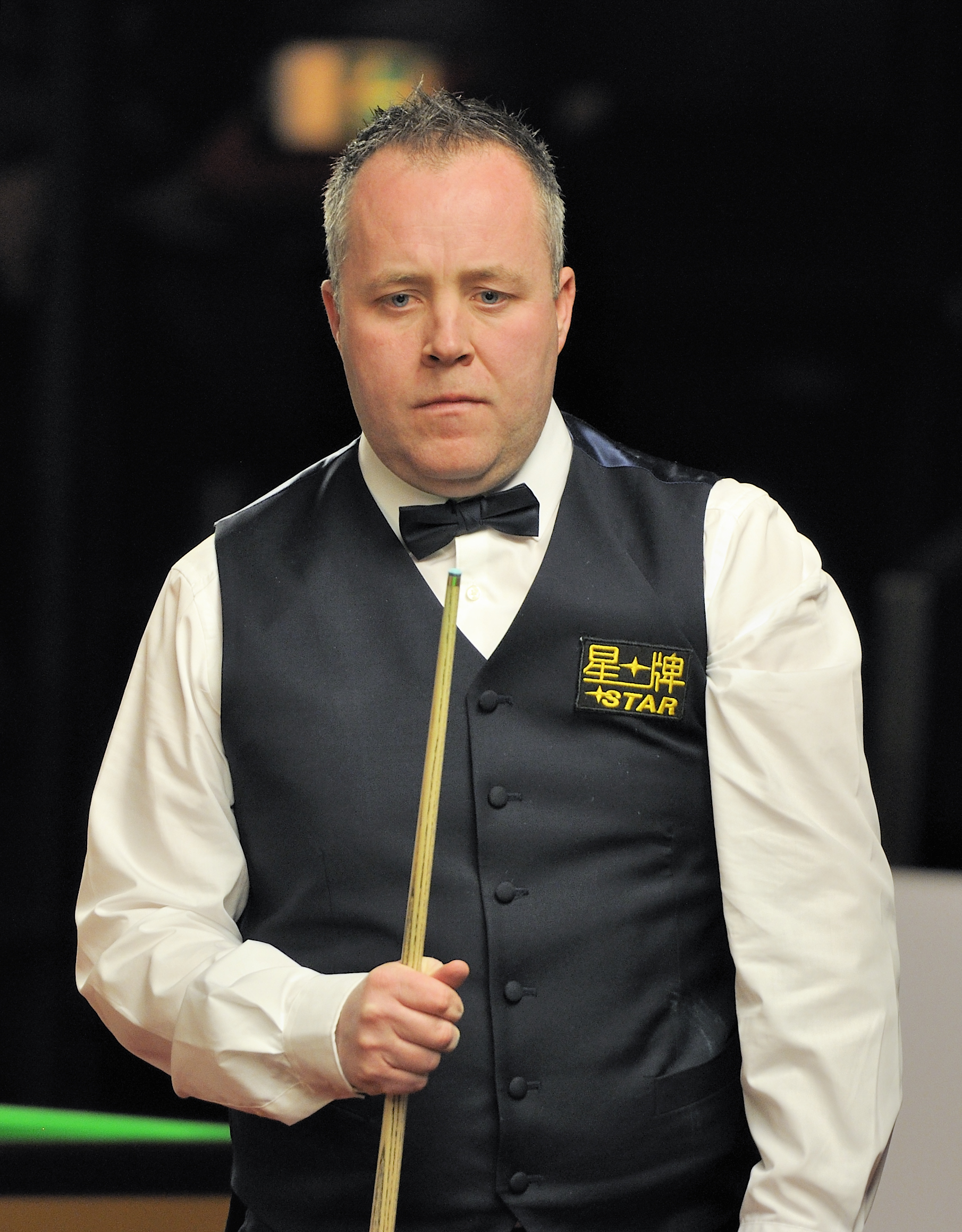
John Higgins (* 1975)

- Higgins, John Michael (* 1963), US-amerikanischer Schauspieler und Synchronsprecher
- Higgins, John Patrick (1893–1955), US-amerikanischer Politiker
- Higgins, Jon B. (1936–1984), US-amerikanischer Musikwissenschaftler und -pädagoge und Sänger der karnatischen Musik
- Higgins, Joseph (1838–1915), irischer römisch-katholischer Bischof in Australien
- Higgins, Julia (* 1942), britische Chemieingenieurin und Hochschullehrerin
- Higgins, Kenneth (1919–2008), britischer Kameramann
- Higgins, Kenny (* 1982), US-amerikanischer American-Football-Spieler, Canadian-Football-Spieler und Arena-Football-Spieler auf der Position des Wide Receivers
- Higgins, Maeve (* 1981), irische Journalistin, Buchautorin, Comedienne und Filmschauspielerin
- Higgins, Margaret (1843–1884), irische Mörderin
- Higgins, Marguerite (1920–1966), US-amerikanische Journalistin und Kriegsberichterstatterin
- Higgins, Marie Musaeus (1855–1926), deutsch-US-amerikanische Theosophin, Pädagogin und Gründerin des Musaeus College in Colombo
- Higgins, Matt (* 1977), kanadischer Eishockeyspieler
- Higgins, Michael (1920–2008), US-amerikanischer Schauspieler
- Higgins, Michael D. (* 1941), irischer Dichter, Politologe, Politiker (Irish Labour Party) und amtierender irischer StaatspräsidentMichael D. Higgins (* 1941)

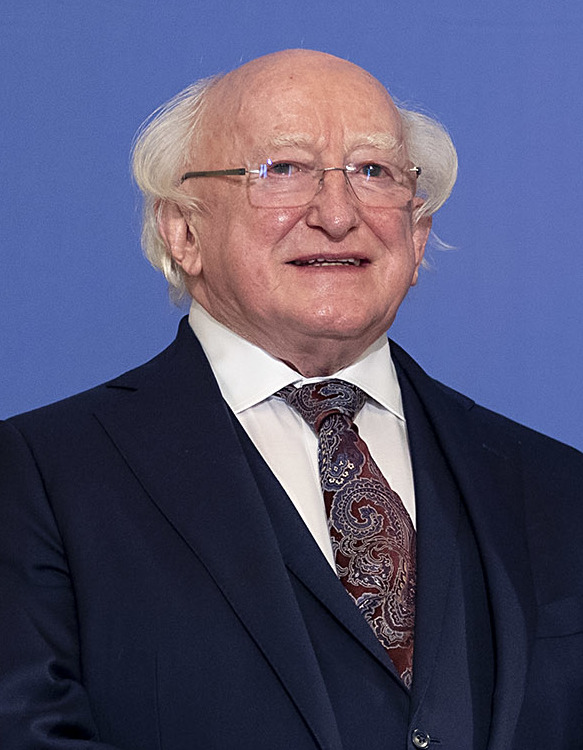
Michael D. Higgins (* 1941)

- Higgins, Missy (* 1983), australische Musikerin
- Higgins, Norm (* 1936), US-amerikanischer Marathonläufer
- Higgins, Pattillo (1863–1955), US-amerikanischer Erdölsucher und Unternehmer
- Higgins, Peter (1928–1993), britischer Sprinter
- Higgins, Polly (1968–2019), schottische Rechtsanwältin und Expertin für Ökozide
- Higgins, Reynold (1916–1993), britischer klassischer Archäologe
- Higgins, Richard Brendan (* 1944), irisch-US-amerikanischer römisch-katholischer Geistlicher, emeritierter Weihbischof im US-amerikanischen Militärordinariat
- Higgins, Richard W. (1922–1957), US-amerikanischer Pilot
- Higgins, Robert (1925–1998), US-amerikanischer Gewichtheber
- Higgins, Robina (1915–1990), kanadische Speerwerferin
- Higgins, Rosalyn (* 1937), britische Rechtswissenschaftlerin
- Higgins, Sabina (* 1941), irische Schauspielerin, Aktivistin und die Ehefrau des derzeitigen irischen Präsidenten Michael D. Higgins
- Higgins, Scott (* 1984), englischer Poolbillardspieler
- Higgins, Tee (* 1999), US-amerikanischer FootballspielerTee Higgins (* 1999)

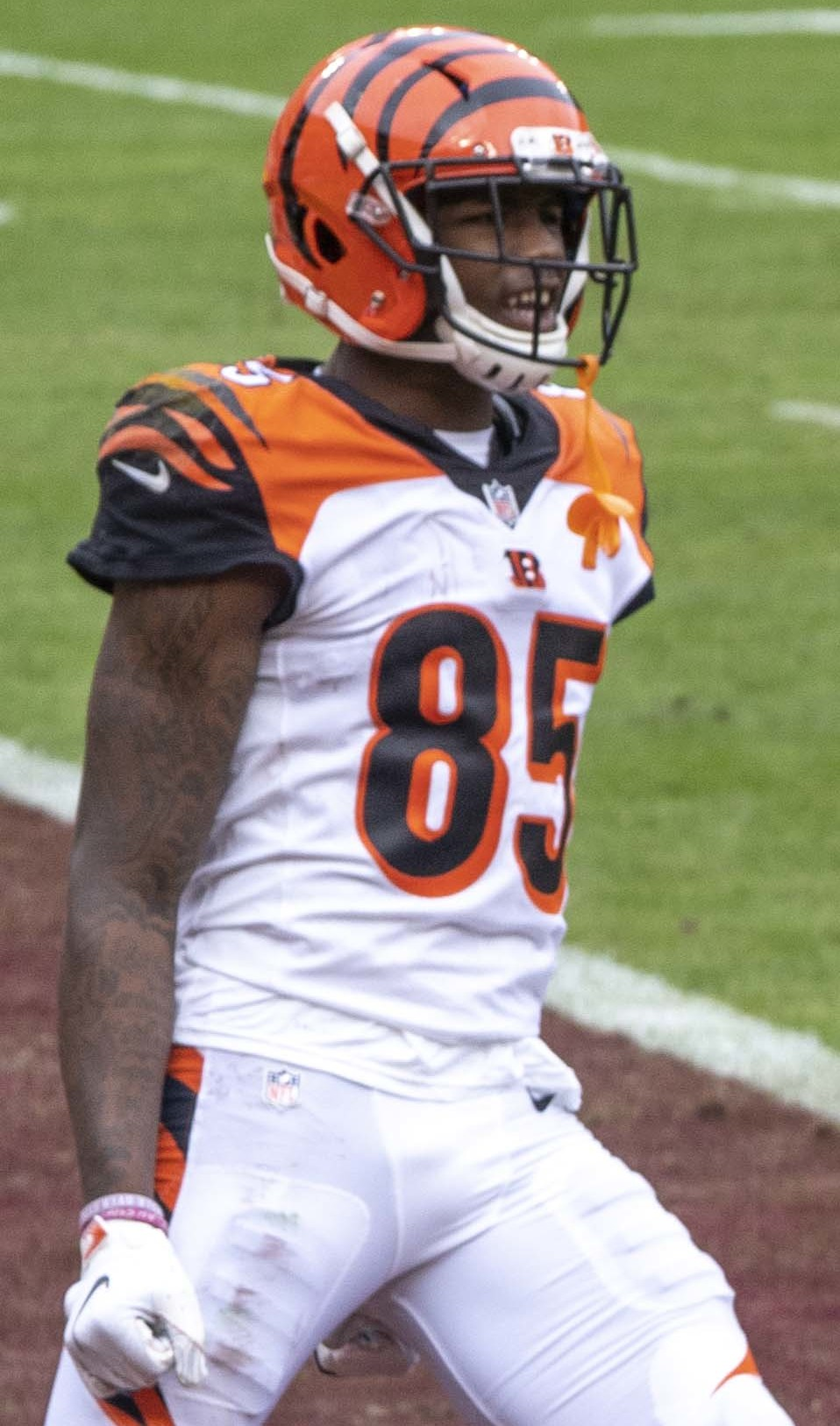
Tee Higgins (* 1999)

- Higgins, Terence, Baron Higgins (* 1928), britischer konservativer Politiker und Leichtathlet
- Higgins, Thomas, spanischer Karmelit, Romanist, Hispanist und Lexikograf
- Higgins, Tim (* 1958), kanadischer Eishockeyspieler und -scout
- Higgins, Victor (1884–1949), US-amerikanischer Maler
- Higgins, William (1763–1825), irischer Chemiker
- Higgins, William (1942–2019), US-amerikanischer Filmproduzent und Filmregisseur
- Higgins, William L. (1867–1951), US-amerikanischer Politiker
- Higgins, Yvette (* 1978), australische Wasserballspielerin
- Higgins-Cirovski, Shannon (* 1968), US-amerikanische Fußballspielerin
- Higginson, Andrew (* 1977), englischer Snookerspieler
- Higginson, Ashley (* 1989), US-amerikanische Hindernisläuferin
- Higginson, Eleanor (1881–1969), englisch-britische Suffragette
- Higginson, Graeme (* 1954), neuseeländischer Rugby-Union-Spieler
- Higginson, Lyndelle (* 1978), australische Bahnradsportlerin
- Higginson, Oli (* 1994), britischer Schauspieler
- Higginson, Stephen (1743–1828), US-amerikanischer Politiker
- Higginson, Thomas Wentworth (1823–1911), US-amerikanischer Schriftsteller und Abolitionist
- Higginson, Torri (* 1969), kanadische Schauspielerin
- Higgons, Thomas († 1691), englischer Politiker und Diplomat
- Higgs, Blake Alphonso (1915–1986), bahamaischer Musiker des Goombay- und Calypso-Stils
- Higgs, Denis (1932–2011), britischer Mathematiker
- Higgs, Joe (1940–1999), jamaikanischer Reggaemusiker
- Higgs, Michael (* 1962), britischer Schauspieler und Synchronsprecher
- Higgs, Peter (1929–2024), britischer theoretischer PhysikerPeter Higgs (1929–2024)

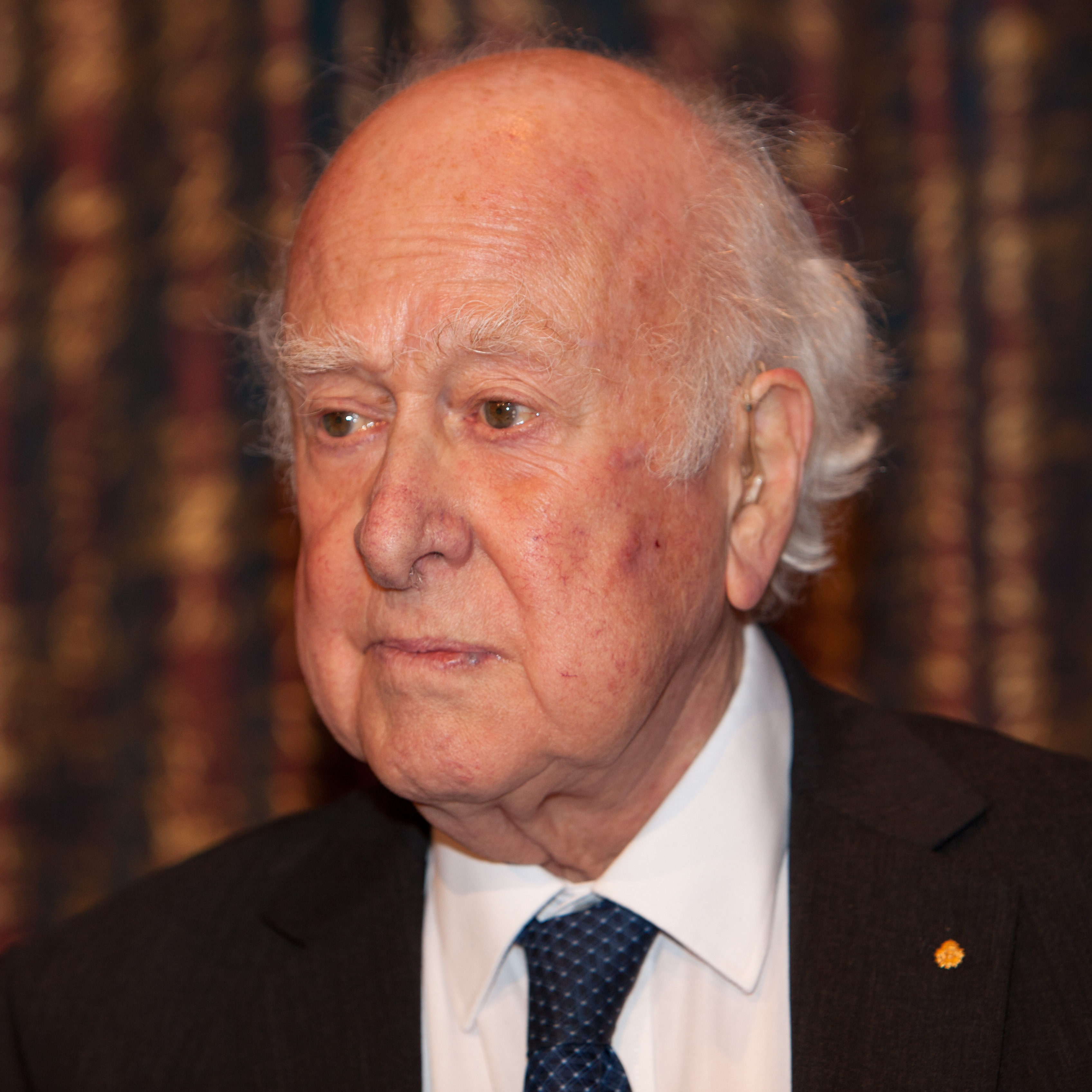
Peter Higgs (1929–2024)

- Higgs, Peter (* 1966), britischer Klassischer Archäologe

### High
- High Backbone († 1870), indianischer Häuptling der Minneconjou-Lakota-Sioux
- High Contrast (* 1979), britischer Drum-and-Bass-DJ und -Produzent
- High, Philip E. (1914–2006), britischer Science-Fiction-Autor
- Higham, Charles (* 1939), britischer Archäologe und Anthropologe
- Higham, Chris (* 1930), britischer Hürdenläufer
- Higham, James (* 1968), neuseeländischer Geograph
- Higham, John (* 1951), australischer Mittelstreckenläufer und Sprinter
- Higham, Mickey (* 1980), englischer Rugby-League-Spieler
- Higham, Nicholas (1961–2024), britischer Mathematiker
- Higham, Robin (1925–2015), US-amerikanischer Historiker, speziell Luftfahrt- und Militärhistoriker
- Higham, Thomas (* 1966), britischer Archäologe und Archäometriker
- Highbaugh Aloni, Pamela, kanadische Cellistin
- Highet, Alex († 1940), schottischer Fußballspieler
- Highet, Gilbert (1906–1978), US-amerikanischer Altphilologe
- Highet, Thomas (1853–1907), schottischer Fußball- und Cricketspieler
- Highfield, Liam (* 1990), englischer Snookerspieler
- Highfill, Jillian (* 2004), US-amerikanische Skispringerin
- Highholder, Jana (* 1998), Ärztin, Influencerin und Autorin
- Highmore, Edward (* 1961), britischer Filmschauspieler
- Highmore, Freddie (* 1992), britischer SchauspielerFreddie Highmore (* 1992)

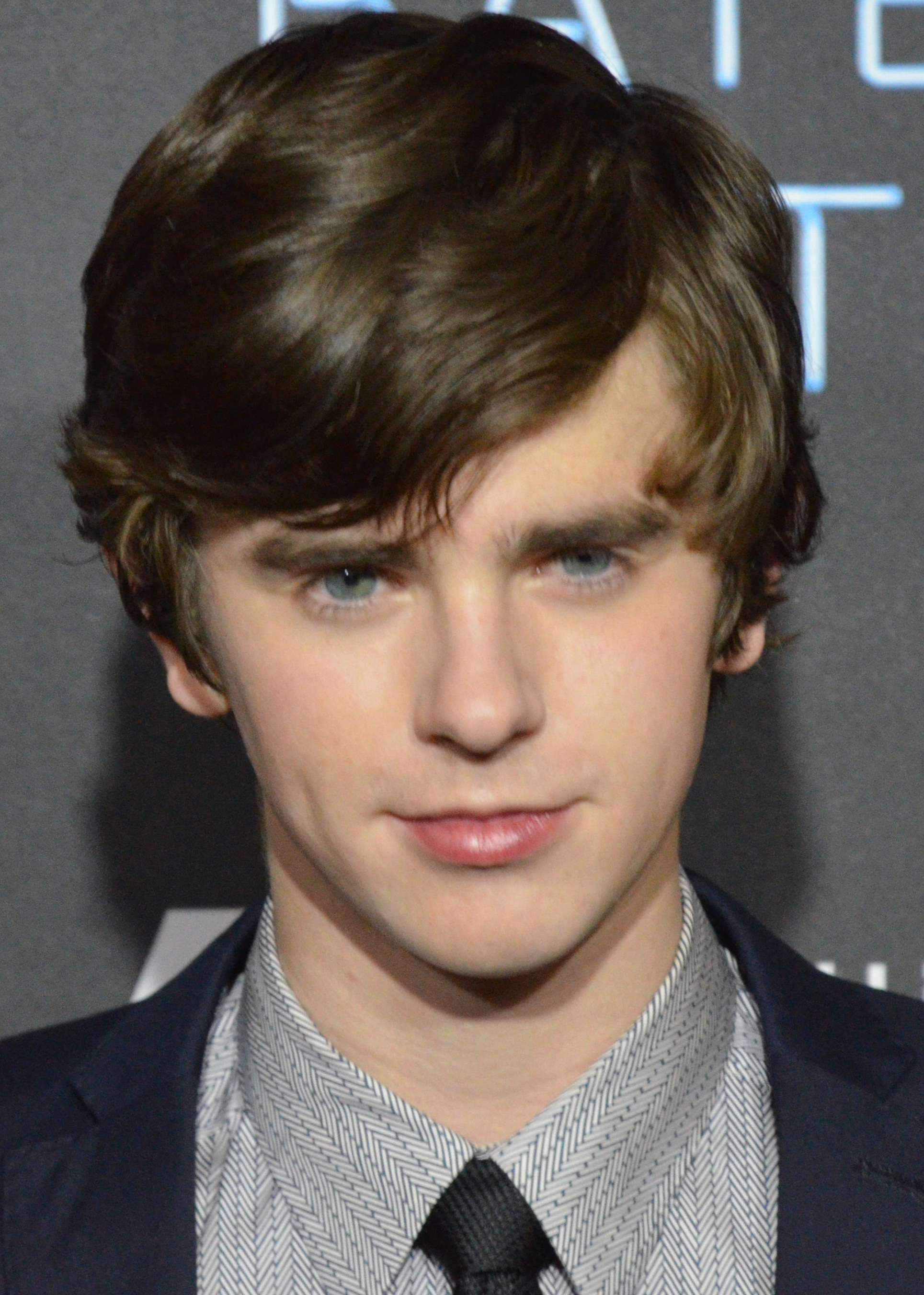
Freddie Highmore (* 1992)

- Highmore, Joseph (1692–1780), englischer Porträt- und Historienmaler
- Highmore, Matthew (* 1996), kanadischer Eishockeyspieler
- Highmore, Nathaniel (1613–1685), englischer Chirurg und Anatom
- Highsmith, Alex (* 1997), US-amerikanischer American-Football-Spieler
- Highsmith, Jim (* 1945), US-amerikanischer Autor und Consultant
- Highsmith, Patricia (1921–1995), US-amerikanische Schriftstellerin
- Highsnob (* 1985), italienischer Rapper
- Hight, Casper (* 1986), deutscher MC und Rapper
- Hight, David (* 1943), britischer Geotechnik-Ingenieur
- Hight, Elena (* 1989), US-amerikanische Snowboarderin
- Hightower, Carlene (* 1986), US-amerikanische Basketballspielerin
- Hightower, Donna (1926–2013), US-amerikanische Sängerin der Jazz- und Popmusik
- Hightower, Dont’a (* 1990), US-amerikanischer American-Football-Spieler
- Hightower, Geffri Maya, US-amerikanische Schauspielerin
- Hightower, Grace (* 1955), US-amerikanisches Model und SchauspielerinGrace Hightower (* 1955)

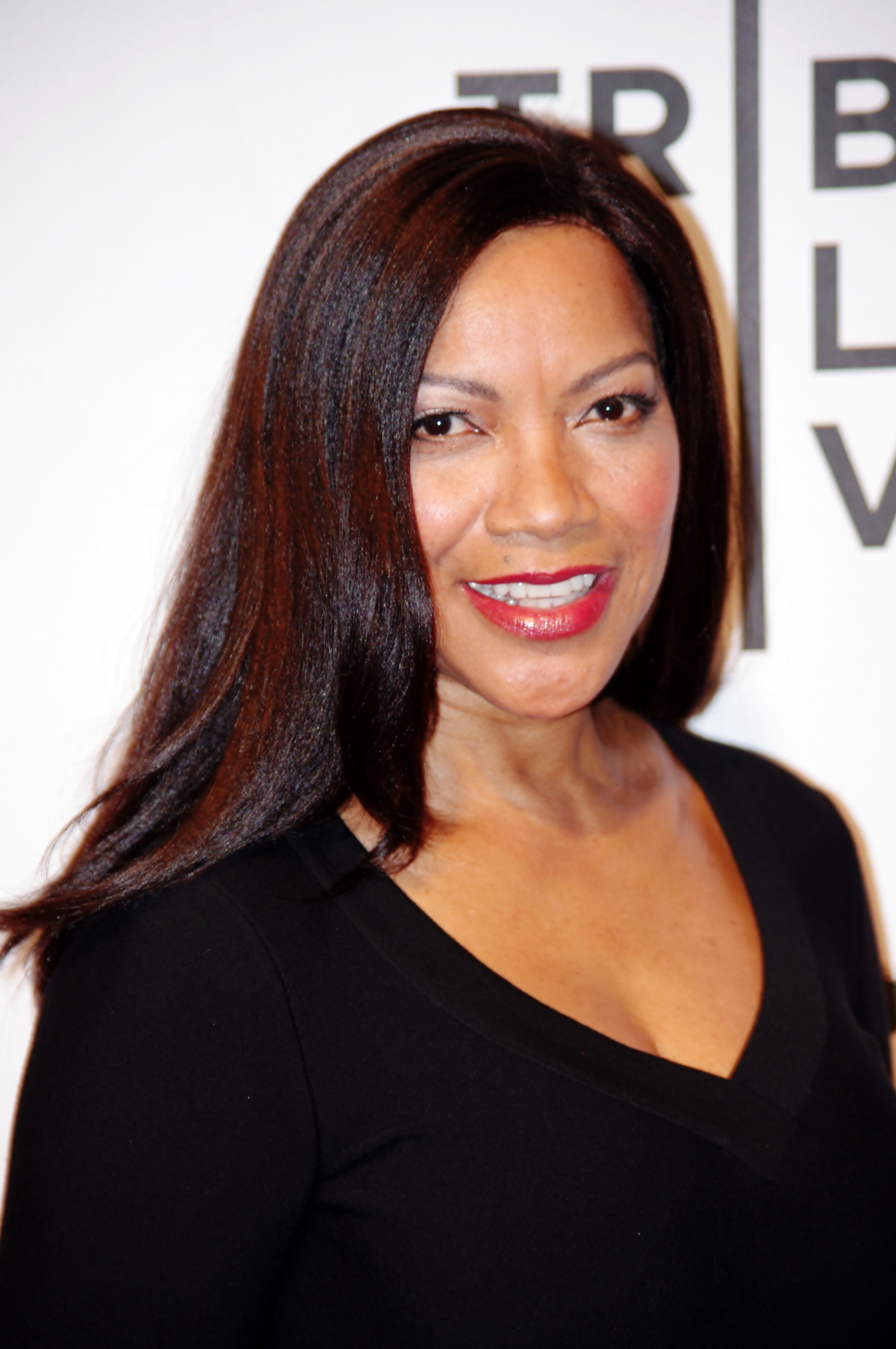
Grace Hightower (* 1955)

- Hightower, Jack English (1926–2013), US-amerikanischer Jurist und Politiker
- Hightower, James Robert (1915–2006), US-amerikanischer Sinologe
- Hightower, Lottie (* 1891), amerikanische Jazzmusikerin (Piano)
- Hightower, Lynn S., US-amerikanische Schriftstellerin
- Hightower, Rosella (1920–2008), US-amerikanische Balletttänzerin
- Hightower, Ruby (1880–1959), US-amerikanische Mathematikerin und Hochschullehrerin
- Hightower, Tim (* 1986), US-amerikanischer American-Football-Spieler
- Hightower, Willie (1888–1959), amerikanischer Jazzmusiker (Trompete, Kornett)

### Higi
- Higi, Anton (1885–1951), Schweizer Architekt
- Higi, Gerd (1919–1990), deutscher Fußballspieler und Trainer
- Higi, Karl (1920–2008), Schweizer Architekt
- Higi, Marcellus (1878–1941), deutscher römisch-katholischer Geistlicher, Benediktiner und Märtyrer
- Higi, William Leo (1933–2025), US-amerikanischer Geistlicher, römisch-katholischer Bischof von Lafayette in Indiana
- Higinbotham, William (1910–1994), US-amerikanischer Physiker
- Higinio Orozco, Rafael († 1970), mexikanischer Fußballspieler und Funktionär

### Higl
- Higl, Alfons (* 1964), deutscher FußballspielerAlfons Higl (* 1964)

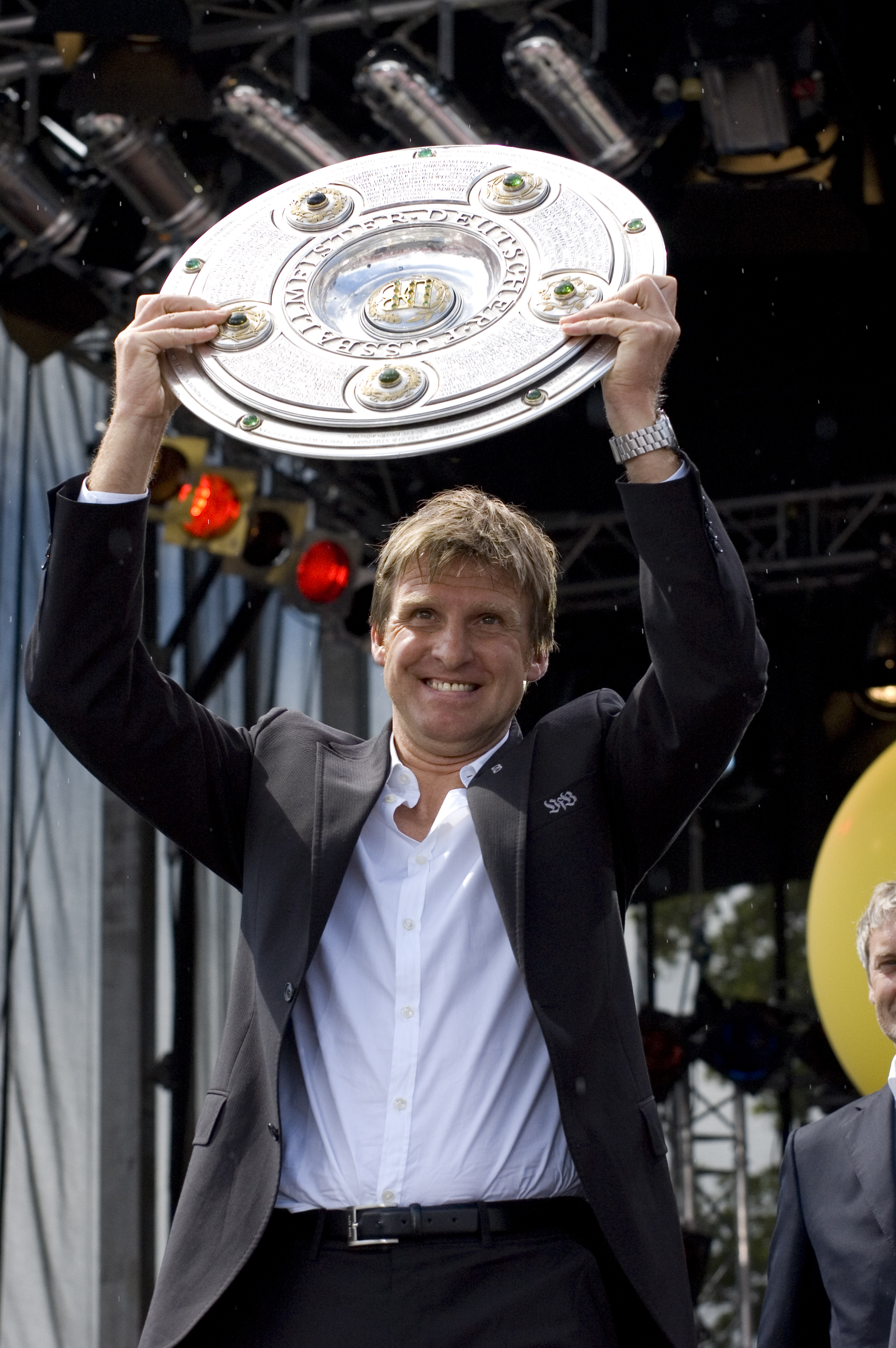
Alfons Higl (* 1964)

- Higl, Felix (* 1997), deutscher Fußballspieler
- Higl, Nađa (* 1987), serbische Schwimmerin
- Higler, Dennis (* 1985), niederländischer Fußballschiedsrichter
- Higley, John (* 1938), US-amerikanischer Soziologe und Autor

### Higm
- Higman, Donald (1928–2006), US-amerikanischer Mathematiker
- Higman, Graham (1917–2008), englischer Mathematiker

### Hign
- Hignard, Aristide (1822–1898), französischer Komponist
- Hignet, Mathilde (* 1993), französische Politikerin
- Hignett, Geoff (* 1950), britischer Weitspringer
- Hignett, Mary (1916–1980), britische Schauspielerin

### Higo
- Higonet, Joseph (1771–1806), französischer Colonel der Infanterie
- Higonet, Philippe (1782–1859), französischer Colonel
- Higonnet, Patrice (* 1938), französischer Historiker

### Higs
- Higson, Allison (* 1973), kanadische Schwimmerin
- Higson, Charlie (* 1958), englischer Autor, Musiker und Komödiant
- Higson, Nigel (* 1963), kanadischer Mathematiker

### Higu
- Higuaín, Federico (* 1984), argentinischer Fußballspieler
- Higuaín, Gonzalo (* 1987), argentinischer FußballspielerGonzalo Higuaín (* 1987)

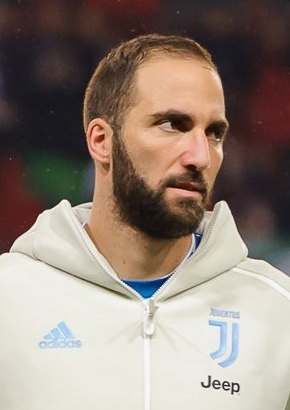
Gonzalo Higuaín (* 1987)

- Higuchi, Asa (* 1970), japanische Manga-Zeichnerin
- Higuchi, Daijirō (* 1983), japanischer Skispringer
- Higuchi, Daiki (* 1984), japanischer Fußballspieler
- Higuchi, Gintarō, japanischer Ukiyo-e-Verleger
- Higuchi, Hiroki (* 1992), japanischer Fußballspieler
- Higuchi, Ichiyō (1872–1896), japanische Schriftstellerin der Meiji-Zeit
- Higuchi, Kakeru (* 2001), japanischer Fußballspieler
- Higuchi, Ken (* 2003), japanischer Fußballspieler
- Higuchi, Kiichirō (1888–1970), Generalleutnant der kaiserlich japanischen Armee
- Higuchi, Noriko (* 1985), japanische Marathonläuferin
- Higuchi, Rei (* 1996), japanischer Ringer
- Higuchi, Susana (1950–2021), peruanische Politikerin und Ingenieurin
- Higuchi, Tachibana (* 1975), japanische Comiczeichnerin
- Higuchi, Tomimaro (1898–1981), japanischer Maler der Nihonga-Richtung
- Higuchi, Tomoyuki (* 1985), japanischer Fußballspieler
- Higuchi, Wakaba (* 2001), japanische Eiskunstläuferin
- Higuchi, Yasuhiro (* 1961), japanischer Fußballspieler
- Higuchi, Yūta (* 1996), japanischer Fußballspieler
- Higuchi-Zitzmann, Yoko (* 1971), deutsch-japanische Filmproduzentin
- Higuera, Jerónimo Román de la (1538–1611), spanischer Jesuit
- Higueras, José (* 1953), spanischer Tennisspieler und Trainer
- Higuero, Juan Carlos (* 1978), spanischer Mittel- und Langstreckenläufer
- Higuita Barraza, Mariana Isabel (* 2007), kolumbianische Tennisspielerin
- Higuita, René (* 1966), kolumbianischer Fußballspieler (Torwart)René Higuita (* 1966)

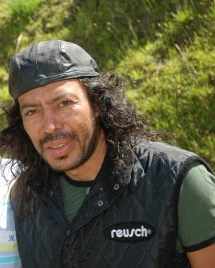
René Higuita (* 1966)

- Higuita, Sergio (* 1997), kolumbianischer Radrennfahrer
- Higuri, You, japanische Manga-Zeichnerin